# Karintiai szlovének
A karintiai szlovének (szlovénül: Koroški Slovenci; németül: Kärntner Slowenen) Ausztria szlovén anyanyelvű lakosságának megnevezése, akik főleg Klagenfurt önálló tartományi város környékén és Völkermarkt körzetben élnek a legnagyobb számban. A karintiai szlovének Ausztria 6 törvényesen elismert őshonos kisebbségi népcsoportjának egyike.

## Demográfia
A 19. század végére, a karintiai szlovének megközelítően a tartomány lakosságának egyharmadát tették ki. Ez a szám, a 20. század alatt –főként az asszimiláció miatt– jelentősen megcsökkent, így mára már Karintiának csak 2,3%-a szlovén anyanyelvű.
| 2001-es népszámlálás | 1971-es népszámlálás |
| -------------------- | -------------------- |
| 2001-es népszámlálás | 1971-es népszámlálás |

.

## Történelem
A Népvándorláskor befejeztével mások között nyugati szlávok és végül déli szlávok telepedtek meg a mai Karintia területén és környezetében, akik végül a domináns népcsoporttá váltak. A Népvándorláskor végeztével létrehozták egy Karantanija nevű államalakulatot, Maria Saal (szlovénül: Gospa Sveta) központtal, melyről először 660-ból vannak források.
Az avarok keleti fenyegetése, és a Frank Birodalom terjeszkedése miatt 745-ben az állam elvesztette függetlenségét, és a frank állam részévé vált.  Az annexiót követően a germán nemesek váltak fokozatosan uralkodóvá, miközben a terület lakossága továbbra is dominánsan szlovén volt.  Ezt követően érkeztek meg a bajorok ősei a területre, akik az addig szórványosan lakott területeken, mint az erdőségekben és a völgyekben telepedtek le. A betelepülőkkel kezdődött el a korábbi szláv lakosság folyamatos asszimilációja. 976-ban megalapították a Karintiai hercegséget, melyet 1335. május 2-án megszerzett a Habsburg dinasztia. Az első világháborút követő 1919-es párizsi békék után az 1920. október 29-i népszavazás következtében a terület, az Osztrák–Magyar Monarchia egyik utódállama, Ausztria területe maradt, lévén már a 19. században a felgyorsult asszimiláció következtében a karintiai szlovének körülbelül kétharmada vált németajkúvá.
A két világháború közötti időben ismét erőszakos asszimiláció volt megfigyelhető a karintiai szlovének körében, akiket ekkor dialektus alapján megosztottak, és szlovénekről és vendekről beszéltek. A második világháború alatt jugoszláv csapatok egy rövid ideig megszállták a karintiai szlovének által lakott területeket Klagenfurtig, azonban brit nyomásra, akik Dél-Ausztriát tartották megszállás alatt, kénytelenek voltak kivonulni. 1955-ben a szövetséges hatalmak visszaállították a korábbi Ausztriát, melyet köteleztek a területén élő nemzetiségek (horvát, szlovén) jogainak biztosítására. 1991-ben megalakult az Enotna lista elnevezésű szlovén párt a szlovén nemzetiség képviseletének ügyében a karintiai parlamentben, azonban az 1979-es választókörzetek átformálása után a párt képtelenné vált a szlovének érdekeinek képviselésére, így ennek érdekében nagyobb pártokkal lépett szövetségre, mint Zöldek vagy a Liberális Fórum.

## Média
- Nedelja (Vasárnap) - szlovén nyelvű heti magazin
- Novice - szlovén nyelvű heti újság, amit a Karintiai Szlovének Tanácsa és a Karintiai Szlovén Szervezetek Egyesülete közösen ad ki.
- Mohorjeva družba-Hermagoras (Hermagoras Egyesület) - katolikus kétnyelvű kiadó Klagenfurtban.
- Drava Verlag - kétnyelvű kiadó Klagenfurtban
- Wieser Verlag - kétnyelvű kiadó Klagenfurtban

Az ORF közszolgálati televízió karintiai tartományi stúdiója heti rendszerességgel vasárnaponként jelentkezik a Dober dan, Koroška! (Jó napot, Karintia!) című nemzetiségi műsorral az ORF 2-n.